# Richomer
Richomer (auch Ricomer, Ricomedes und weitere Varianten, siehe Ricimer (Name); lateinisch Flavius Richomeres; † 393) war ein spätantiker römischer Heermeister (magister militum).
Richomer war von vornehmer fränkischer Abstammung und stieg gemeinsam mit anderen, teilweise mit ihm verwandten Franken im römischen Heer auf. Zunächst kämpfte er als comes domesticorum (Vorsteher der kaiserlichen Leibwache) unter dem weströmischen Kaiser Gratian im Gotenkrieg (376–382). Dann fungierte er 383 sowie 388 bis 393 als magister militum unter Theodosius I. sowohl im Osten als auch im Westen des Römischen Reiches und bekleidete im Jahr 384 das Konsulat.
Richomer war ein germanischer „Heide“ in einem insbesondere unter Theodosius I. zunehmend christianisierten Römischen Reich und stand mit heidnischen Größen wie Libanios und Quintus Aurelius Symmachus in Kontakt. Er spielte aufgrund seiner hohen militärischen Stellung eine bedeutende Rolle im von der beginnenden Völkerwanderung sowie von Bürgerkriegen (Usurpationen des Magnus Maximus und des mit Richomer bekannten Eugenius) in Aufruhr versetzten Reich.

## Leben

### Aufstieg und Einsatz im Gotenkrieg

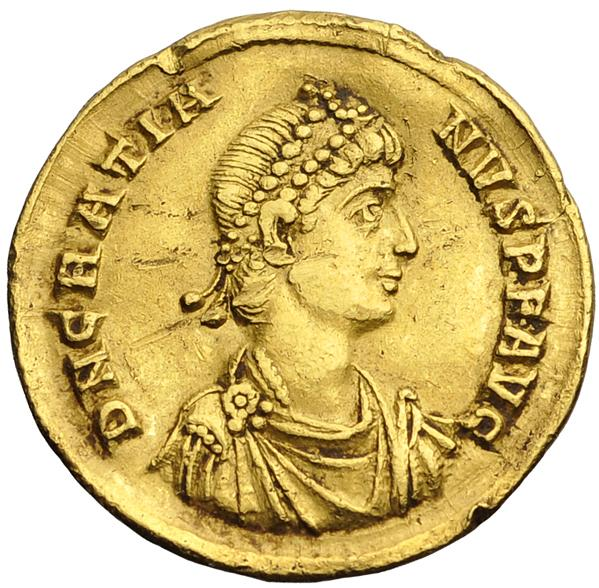
Solidus (Goldmünze) Kaiser Gratians (375–383), unter dem Richomer als Führer der Leibwache diente

Richomer war vornehmer fränkischer Abstammung. Sein Aufstieg im römischen Heer hing mit dem anderer fränkischer Militärs zusammen, wahrscheinlich auch dem des Merobaudes, der seit etwa 375 als magister militum des Westkaisers Valentinian I. diente. In diesem Zusammenhang war der Aufstieg eines germanischstämmigen Adligen in der multiethnisch zusammengesetzten römischen Armee der Spätantike nicht ungewöhnlich (siehe spätrömischer Militäradel). Nach Valentinians Tod 375 übernahm dessen Sohn Gratian das Kaisertum im Westen des Reiches. 377 ist Richomer als Führer von Gratians Leibwache (comes domesticorum) bezeugt; sein Kollege auf diesem Posten war der Franke Mallobaudes.
Gratian schickte ihn 377 aus Gallien in den Osten, um den Ostkaiser Valens beim Kampf gegen die Goten zu unterstützen (Gotenkrieg (376–382)). Dabei stand ihm zunächst nur eine eher spärliche Zahl von Soldaten zur Verfügung, weil ein größerer Teil auf Drängen des magister militum Merobaudes, Richomers Vorgesetztem, zur Sicherung der Rheingrenze in Gallien blieb. Er übernahm dann aber auch die größeren Verbände des Generals Frigeridus, der krankheitsbedingt das Kommando übergeben musste. In der Schlacht nahe ad Salices (bei Tomoi in Moesien) unterstützte er mit diesen Verbänden diejenigen der östlichen Heermeister Traianus und Profuturus. Die Schlacht forderte auf beiden Seiten hohe Verluste, führte aber kein endgültiges Ergebnis herbei. Im Anschluss planten die römischen Befehlshaber, die Goten auszuhungern, indem sie sie in den Pässen des Balkangebirges einzuschließen versuchten und die Nahrung in den befestigten Städten bunkerten. Richomer kehrte danach wieder nach Gallien zurück, um von dort weitere Unterstützung zu besorgen.
378 befand er sich dann erneut mit Gratian in Thrakien, um die Goten zurückzudrängen. Er wurde mit Briefen an Kaiser Valens vorausgeschickt und erreichte diesen bei Adrianopel (heute Edirne) am 7. August 378, wo er ihm die baldige Ankunft der Truppen Gratians meldete. Er erbot sich bei den Verhandlungen, die Valens mit den Goten unter Fritigern führte, als Geisel für diese an, um einen Waffenstillstand zu sichern. Er musste dies jedoch nicht einlösen, als die Schlacht von Adrianopel unerwartet noch vor Ankunft des Westheeres ausbrach. Er überlebte die für die Römer verheerende Niederlage, in der ein Großteil der östlichen Hofarmee unterging und auch Kaiser Valens den Tod fand.

### Heermeister Theodosius’ I.

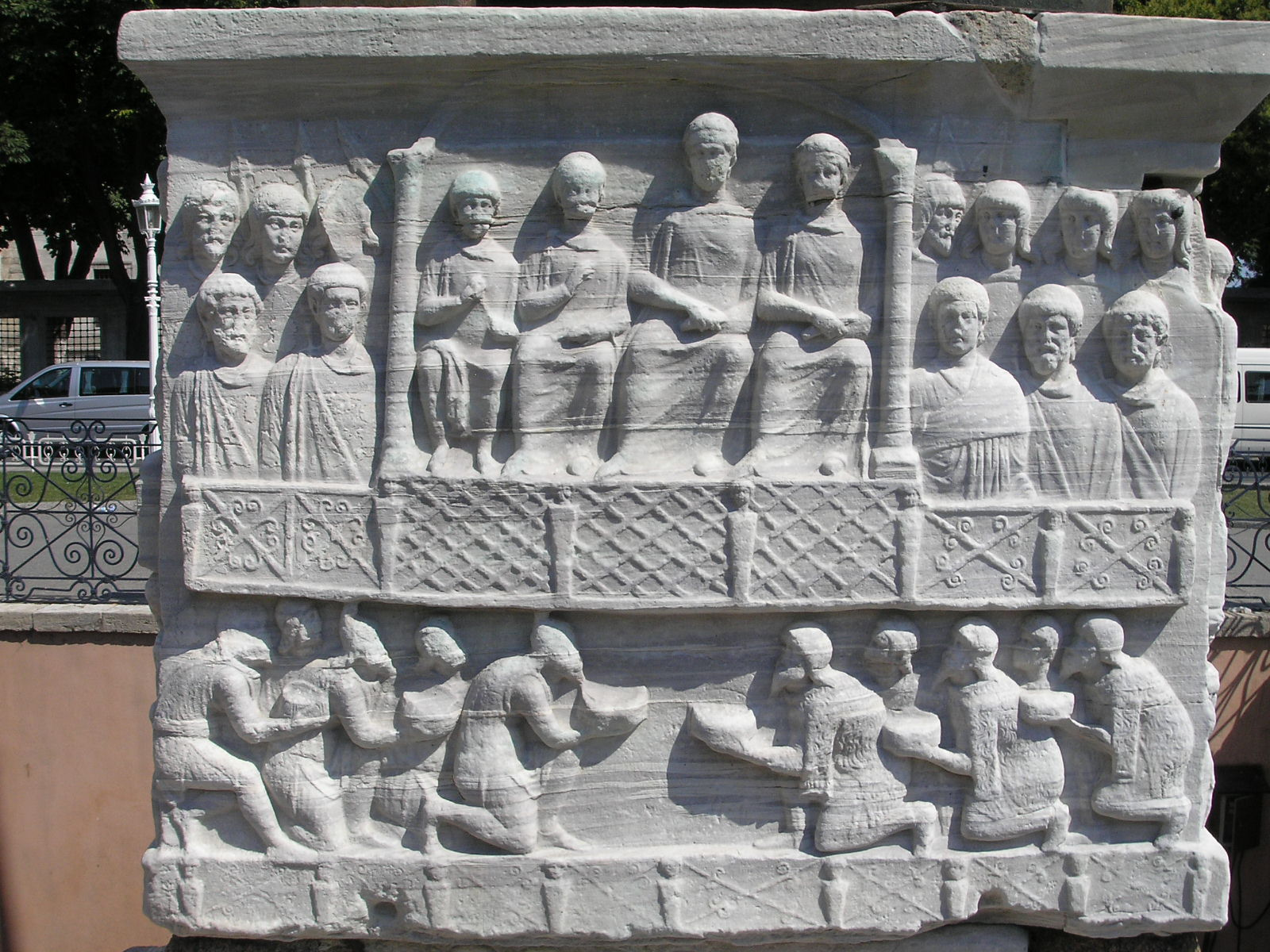
Theodosius I. mit seinen Söhnen und seinem Hofstaat in der Loge des Hippodroms von Konstantinopel, Sockel des Theodosiusobelisken, Istanbul.

Nach der Niederlage scheint er in die Armee des neuen Ostkaisers Theodosius I. übergegangen zu sein. 382 hielt er sich in der Hauptstadt Konstantinopel auf, wo er bereits eine einflussreiche, aber nicht genau bekannte Stellung innehatte. 383 befand er sich als Heermeister (magister militum) Theodosius’ I. in Antiochia am Orontes und genoss die Freundschaft des berühmten Redners Libanios. Zum 1. Januar 384 ging er nach Konstantinopel, um sein Amt als erster Konsul neben Clearchus anzutreten. Anscheinend hatte er das Heermeisteramt an Ellebichus abgetreten. 388 wurde er wieder zum Heermeister bestellt und gegen Magnus Maximus entsandt, der sich in Gallien zum Gegenkaiser erhoben hatte. Hier befehligte er die Truppen gemeinsam mit seinen Heermeisterkollegen Arbogast, Timasius und Promotus. Nach dem Feldzug ging er mit Kaiser Theodosius nach Rom und blieb dann mit ihm in Italien, wo er noch im Mai 391 nachzuweisen ist.
Richomer war ein Onkel des Heermeisters Arbogast, der in den Jahren um 390 Valentinian II., den eigentlichen Kaiser im Westen des Reiches, dominierte und versuchte, neben der Kontrolle über das Militär auch diejenige über die zivile Administration zu gewinnen. Richomer stellte auch (wohl 389) den Kontakt zwischen Arbogast und dem Grammatiklehrer Eugenius her, einem Angehörigen des alten römischen Senatsadels. Dieser wurde 392 wichtig, als Arbogast nach dem Tod Valentinians II. Eugenius als neuen Kaiser im Westen einsetzte. Auch mit dem römischen Senator und Konsul Quintus Aurelius Symmachus, der in der Stadt Rom eine wichtige Stellung als princeps senatus innehatte und den Richomer 388 in Rom auch persönlich kennenlernte, verband ihn ein mehrere Jahre dauernder Briefwechsel. Symmachus hatte die Briefbekanntschaft 382 aufgenommen, als er seinen in den Osten gehenden Neffen Virius Nicomachus Flavianus dem Richomer, der damals vermutlich bereits magister militum war, empfohlen hatte.
Wohl 391 kehrte Richomer gemeinsam mit Theodosius I. wieder in den Osten zurück. 392 besuchte er das Heiligtum des Apollon in Daphne, einem Vorort Antiochias. Da Theodosius den dynastiefremden Eugenius nicht als Kaiser im Westen akzeptierte, bereitete er einen Feldzug nach Westen vor. 393 sollte Richomer darin als Heermeister der Kavallerie gegen Eugenius ins Feld ziehen, doch starb er zuvor an einer Krankheit.
Ob Richomer mit dem als Richimer überlieferten Vater des Frankenkönigs Theudomer identisch ist, der bei Gregor von Tours erwähnt wird, ist unsicher. Da es zeitlich mit der Lebenszeit Theudomers zusammenpasst und Gregor von Richimer als von einem gewesenen Konsul spricht, scheint eine Identifikation durchaus möglich. In diesem Fall wäre Richomers Frau eine ansonsten unbekannte Ascyla gewesen.

## Briefe an Richomer

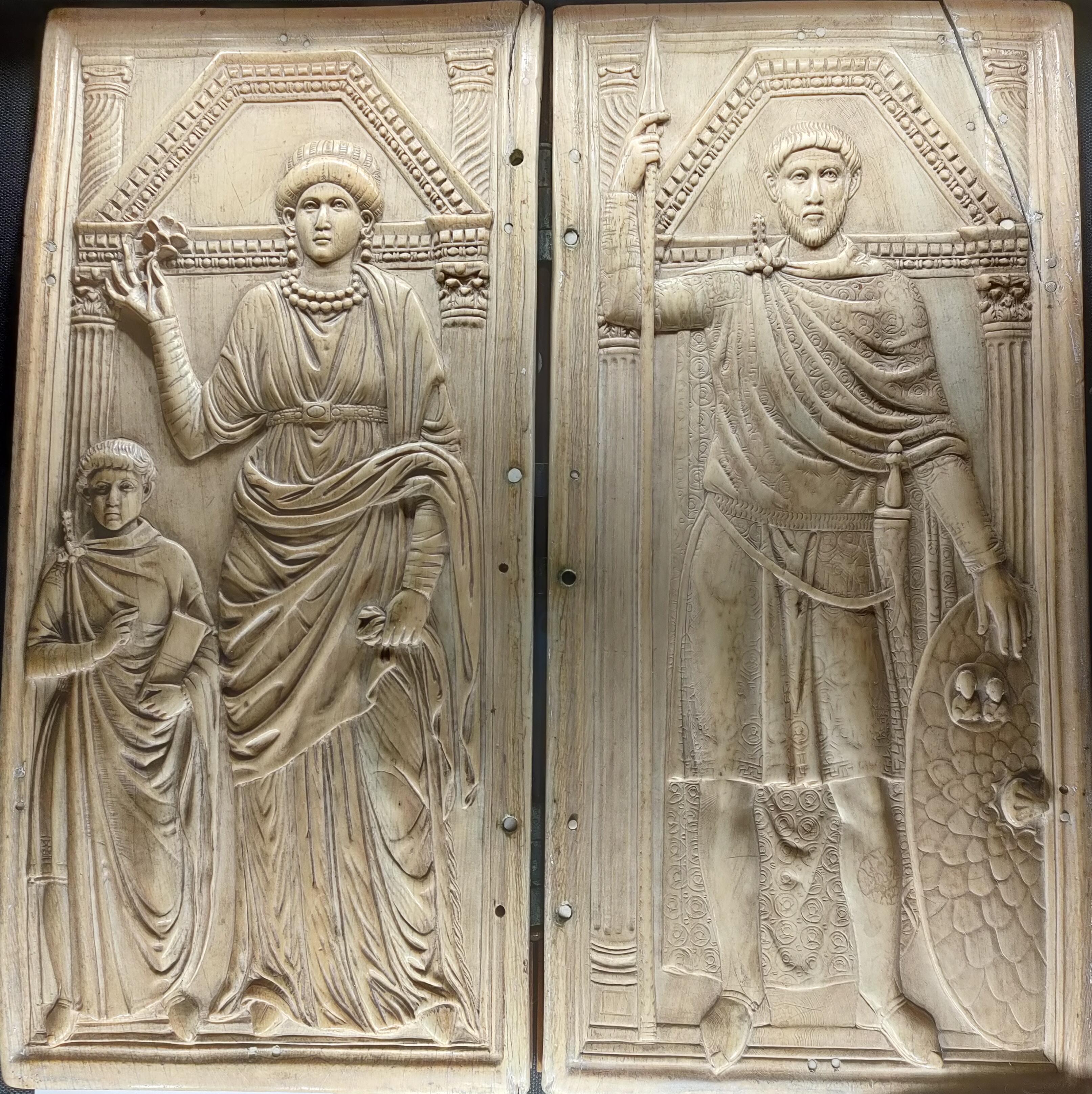
Elfenbeinerne Konsulardiptycha wie dieses des Heermeisters und Konsuls von 400 und 405, Stilicho, wurden aus Anlass eines erworbenen Konsulats gefertigt und an hochrangige Personen verschenkt. Dasjenige des Richomer ist leider nicht erhalten, seine Existenz aber durch einen Brief des Symmachus bezeugt.

Briefe an ihn sind sowohl von seinem Freund Libanios als auch von Symmachus überliefert, den er 388 in Rom kennenlernte. Libanios schrieb zu dessen Konsulatsantritt auch einen Panegyrikus (Lobrede) auf Richomer. Diese Quellen bezeugen dessen gute Vernetzung mit den traditionellen „heidnischen“ Bildungseliten, denn Libanios und Symmachus waren beide prominente Anhänger der alten Kulte. Libanios bezeichnete Richomer in einer seiner Reden als einen Mann, „der tief mit der Religion der Götter [im Plural] verbunden“ war, sodass davon auszugehen ist, dass auch Richomer „Heide“ war, worunter in der Spätantike eine Vielzahl nichtchristlicher polytheistischer Kulte zu verstehen war. Dennoch scheint er in die Konflikte seiner Zeit (etwa den Streit um den Victoriaaltar) zwischen dem mittlerweile von den Kaisern getragenen Christentum und den traditionellen Kulten nicht aktiv eingegriffen zu haben; seine Briefpartner vermeiden die Religionspolitik als direktes Thema.
Seine Beziehungen zu den beiden Männern beruhten aber auch auf dem ihnen gemeinsamen „Heidentum“; Richomer stellte damit eine Verbindung zwischen den traditionellen Eliten und der Gruppe der am westlichen Hof und im Militär einflussreichen fränkischen Militäreliten her. Allerdings ergaben sich aus Richomers „barbarischer“ Herkunft auch Schwierigkeiten im Umgang mit den auf ihre römische Kultiviertheit Wert legenden Männern. Symmachus etwa schalt Richomer subtil dafür, dass er ihm sein (nicht erhaltenes) Konsulardiptychon, ein von den Konsuln üblicherweise an wichtige Würdenträger verschicktes Geschenk, erst mit über einem Jahr Verspätung zugesandt habe.